# Venado Tuerto
Venado Tuerto est une ville d'Argentine dans la province de Santa Fe et dans le Département de General López de ladite province. Elle se trouve à 161 km de Rosario et à 375 km de Buenos Aires.
La population de la ville se montait à 76.432 habitants, selon le recensement de 2010, effectué par l'Instituto Nacional de Estadística y Censos (Institut National de Statistiques et Recensements ou INDEC).
La majorité des habitants sont des descendants d'Italiens et d'Espagnols.

## Personnalités nées dans la ville
- Gustavo Beytelmann (* 1945), Tango pianiste
- Chris de Burgh (* 1948), musicien irlandais
- Leo Genovese (* 1979), pianiste de jazz
- Eduardo Eliseo Martín (* 1953), évêque de Río Cuarto
- Walter Herrmann (* 1979), joueur de basket-ball
- Guillermo Coria (* 1982), joueur de tennis
- Lussenhoff Federico (né en 1974), joueur de football
- Jota Morelli, (* 1962), batteur
- José Cibelli, scientifique
- Lorenzo Roberto Cavanagh (1914 - 2002), joueurs de polo
- Marcos Ciani (* 1923), pilote de course
- Raimundo Caparrós (1920 - 1965), pilote de course

## Crédit d'auteurs
- (es) Cet article est partiellement ou en totalité issu de l’article de Wikipédia en espagnol intitulé « Venado Tuerto » (voir la liste des auteurs).